# Mal Whitfield
Malvin Whitfield, conegut com a Mal Whitfield, (Bay City, Estats Units, 1924 - Washington DC, 19 de novembre de 2015) fou un atleta estatunidenc, guanyador de cinc medalles olímpiques i especialista en curses de mitjana distància.

## Biografia
Va néixer l'11 d'octubre de 1924 a la ciutat de Bay City, població situada a l'estat de Texas.
Membre de la Força Aèria dels Estats Units d'Amèrica, participà en la Guerra de Corea a la dècada del 1950.

## Carrera esportiva
Especialista en les proves dels 400 metres llisos i els 800 metres, va participar als 23 anys en els Jocs Olímpics d'Estiu de 1948 celebrats a Londres (Regne Unit), on va aconseguir guanyar la medalla d'or en els 800 metres, establint un nou rècord olímpic amb un temps d'1:49.2 segons, i en els relleus 4x400 metres, així com la medalla de bronze en els 400 metres.
En els Jocs Olímpics d'Estiu de 1952 realitzats a Hèlsinki (Finlàndia) va aconseguir revalidar la seva medalla d'or en els 800 metres, novament com en l'edició de 1948 davant Arthur Wint, i en els relleus 4x400 metres aconseguí guanyar la medalla de plata. Així mateix finalitzà sisè en els 400 metres, aconseguint guanyar un diploma olímpic.
Al llarg de la seva carrera va guanyar tres medalles d'or en els Jocs Panamericans.